# Cauchemars de l'amateur de fondue au Chester
 (décembre 2010).
Si vous disposez d'ouvrages ou d'articles de référence ou si vous connaissez des sites web de qualité traitant du thème abordé ici, merci de compléter l'article en donnant les références utiles à sa vérifiabilité et en les liant à la section « Notes et références ».
Cauchemars de l'amateur de fondue au Chester est une série de comic strips du dessinateur américain Winsor McCay. Elle est parue à l'origine dans l'Evening Telegram à partir de 1904 sous le titre Dreams of the Rarebit Fiend, en même temps que Little Nemo in Slumberland, autre série de l'auteur, dans le New York Herald.
Ce comic strip se présente dans le format d'une page représentant des rêves plus ou moins loufoques au premier abord mais toujours plein de sens pour le lecteur attentif. Considéré comme l'opposé subtil et profond de Little Nemo, cet « amateur de fondue au Chester », toujours différent, est de l'aveu de Winsor McCay lui-même un moyen déguisé de montrer du doigt les consommateurs de cocaïne et d'opium, très présent dans ces temps de prohibition.
On retrouve 70 épisodes (56 dans Cauchemars de l'amateur de fondues au chester et 14 dans Rêves éveillés) de ce comic strip chez l'éditeur Horay, édité en 1979 et réédité en 2001.

### Documentation
- Jean-Pierre Fuéri, « Bonjour, cauchemars américains », BoDoï, no 50,‎ mars 2002, p. 12.
- Dominique Radrizzani, « De la fondue au... menu ! », Bédéphile, no 2,‎ septembre 2016, p. 112-114 (ISBN 9782882504357).